# Sabero
Sabero település Spanyolországban, León tartományban. Lakosainak száma 1021 fő (2024).

## Földrajza
Sabero Crémenes, Cistierna, La Ercina és Boñar községekkel határos.

## Népesség
A település lakosságának változását az alábbi diagram mutatja:
| Lakosok száma | 1795 | 1615 | 1502 | 1451 | 1353 | 1275 | 1184 | 1140 | 1088 | 1021 |
|               | 2001 | 2004 | 2007 | 2009 | 2012 | 2014 | 2017 | 2019 | 2022 | 2024 |